# Neterpińce
Neterpińce (ukr. Нетерпинці) – wieś na Ukrainie w rejonie tarnopolskim należącym do obwodu tarnopolskiego. 
W II Rzeczypospolitej miejscowość w powiecie zborowskim województwa tarnopolskiego.
W latach 1944–1945 nacjonaliści ukraińscy z OUN-UPA zamordowali w różnych okolicznościach 46 mieszkających we wsi Polaków.
Do 2020 w rejonie zborowskim.